# Selim Ekbom

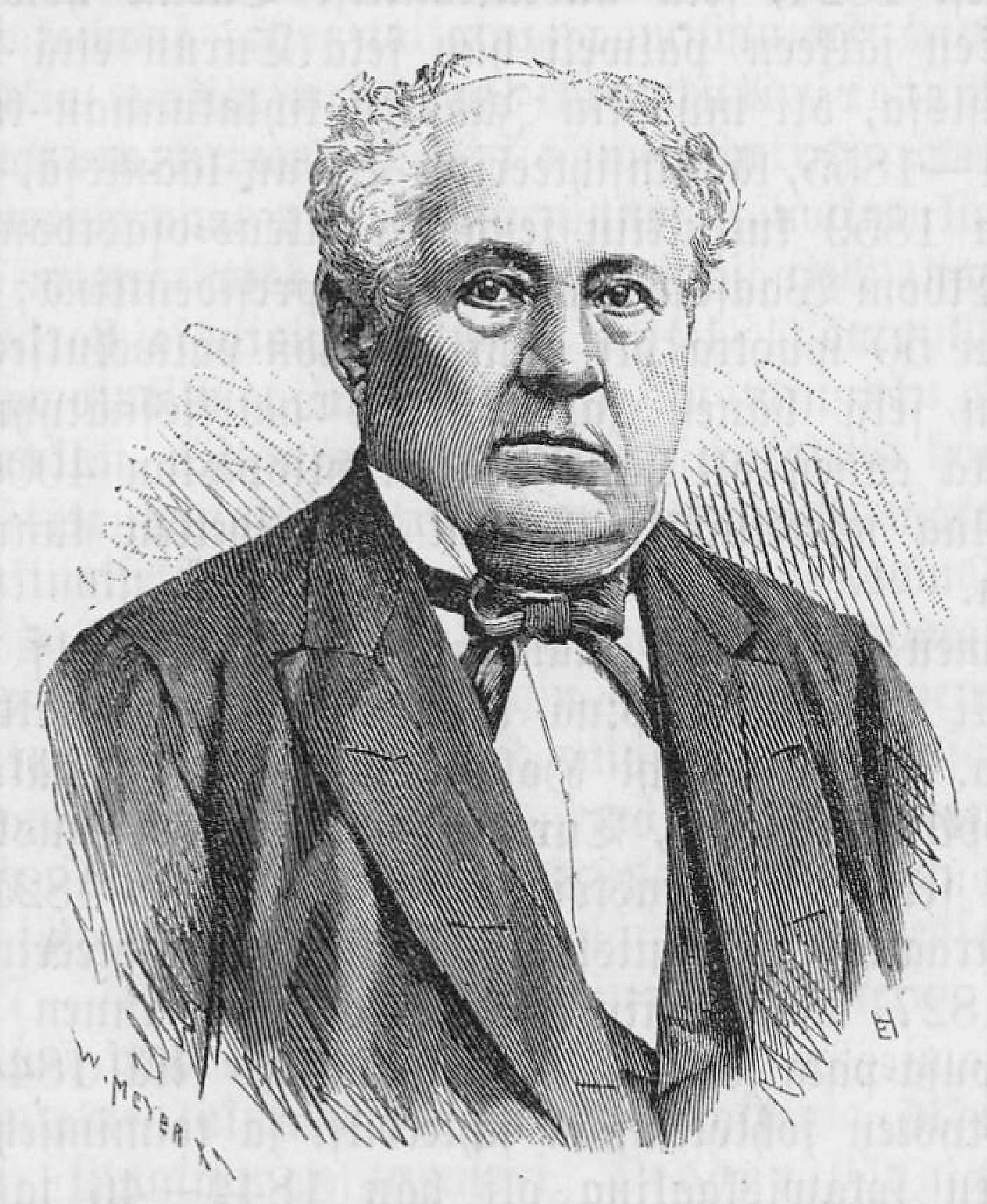
Selim Ekbom.

Selim Mohammed Ekbom, född den 9 april 1807 i Åbo, död den 20 april 1886 i Vasa, var en finländsk ämbetsman.
Ekbom blev student 1824, vice häradshövding 1832, advokatfiskal i Viborgs hovrätt 1839, häradshövding i Jäskis domsaga 1844, landssekreterare i Åbo och Björneborgs län 1855, tillförordnad landshövding där 1857, senator och ledamot av Justitiedepartementet 1859 samt president i Vasa hovrätt 1862. Vid jubelfesten i Upsala 1877 blev han juris hedersdoktor. När Vasa hovrätt 1876 firade minnet av sin hundraåriga tillvaro utgav Ekbom Berättelse angående Vasa hofrätts stiftelse, öden och verksamhet et cetera.